# Thiphaine Arnoul
Thiphaine Arnoul, femme illégitime de Guillaume de Prez, seigneur de Pré-en-Pail, grand-mère d'Ambroise de Loré.

## Résumé
Le mariage d'Ambroys II de Loré et de Guillemine de Courceriers a des répercussions jusqu'au Parlement de Paris et à l'Hôtel du Roi. Il faut prouver le mariage légitime de Tiphaine Arnoul et de Guillaume de Prez pour qu'Ambroys puisse épouser Guillemette. Marie de Prez, Tiphaine Arnoul et Guillaume de Courceriers sont emprisonnés à Sillé-le-Guillaume puis à Paris, au Châtelet, tous les trois avec d'autres. L'affaire fait du bruit, car les biens d'Olivier de Prez sont mis en balance ; il est le fils légitime de Guillaume de Prez.

## Biographie

### Chambrière
Veuf, Guillaume de Prez ne fut pas insensible aux charmes d'une jeune chambrière, nommée Thiphaine Arnoul, qui, disent les pièces authentiques, par aucun temps demeura avec lui. Vers 1360, il advint de ce commerce irrégulier une fille qu'on nomma Marie et qui fut chèrement élevée par sa mère, car l'ambitieuse Thiphaine fondait sur elle tous ses projets de grandeur future. 
N'ayant pu être pour sa part qu'une intrigante peu scrupuleuse, elle voulut que sa fille eût d'autres titres à la considération des hommes, et elle ne désespéra pas d'y arriver par la protection du noble chevalier qui avait eu pour elle plus de condescendance que n'en autorise la vertu.

### Un mariage préparé
Vers 1380, Guillaume de Prez était bien avancé sur son déclin. Thiphaine qui avait conservé de l'empire sur le vieillard, le décida sans trop de peine, ayant préparé de longue main son siège, à établir sa fille bâtarde d'une manière digne de lui. On peut croire qu'elle avait elle-même pris toutes les mesures et que c'est elle qui jeta son dévolu, pour l'établissement de sa fille, sur l'héritier d'une famille d'assez bonne et ancienne noblesse au Maine, mais sans grande fortune ni grand renom jusqu'alors. Quand Guillaume de Prez parut disposé à marier la jeune fille qu'il n'avait point perdue de vue, grâce aux bons soins de sa mère, on lui proposa comme parti convenable Ambroys Ier de Loré, fils aîné de Robert de Loré, seigneur dudit lieu, en Oisseau. Il n'eut qu'à doter la fiancée de quelqu'une de ses terres, ce qu'il pouvait faire sans porter préjudice à la riche succession qu'il laissait à Olivier, son fils, et le mariage se fit.

### Ambroise de Loré
Ce mariage fut heureux. La fille de Thiphaine Arnoul donna à son mari trois fils et une fille. Ambroise de Loré, deuxième du nom, le héros des guerres anglaises, était l'aîné. L'aïeule n'abandonna pas plus ses petits-enfants qu'elle n'avait fait sa propre fille et, s'enhardissant avec le succès, elle voulut, par un coup hardi, élever l'aîné de ses petits-fils au rang des plus riches familles de la province.

### Alliance avec les Courceriers
Pour cela elle projeta une alliance avec la Maison des Courceriers, représentée alors par messire Guillaume de Courceriers, époux de Jeanne d'Avaugour, qui joua un grand rôle à la cour du duc d'Anjou, pendant que sa femme, elle aussi, y occupait un rang très honorable près de la duchesse. Outre la seigneurie de Courceriers et d'autres grands biens dans le Maine, Guillaume et Jeanne possédaient en Anjou le château féodal et la châtellenie de La Ferrière. L'une des filles de ce noble et riche chevalier parut à Thiphaine Arnoul un bon parti pour son petit-fils. Sa fille, qui était veuve d'Ambroys I de Loré, se prêta aux projets de sa mère pour procurer l'établissement de son aîné.

### Intrigues
Mais l'entreprise était hérissée de difficultés et elle entraîna les deux femmes dans une série d'intrigues très osées et périlleuses. Nous sommes en l'année 1409, Ambroys II de Loré avait quinze ou seize ans. Des émissaires bien stylés allèrent d'abord trouver le seigneur de Courceriers et lui  dirent qu'un mariage seroit bien séant d'une sienne fille à Ambroise, seigneur de Loré, jeune escuier, fils de ladite Marie.  La proposition fut loin d'être agréée de prime-abord. Messire Guillaume répondit que le jeune escuier n'avoit pas terre ne lignée avenant ne pareille à soy et que point n'y entendroit. A cette réponse qui était prévue, on répliqua en exposant mystérieusement d'abord, puis d'une manière circonstanciée et très affirmative, que la mère du jeune écuyer était sœur légitime ou légitimée de messire Olivier de Prez, l'un des plus riches seigneurs de la contrée ; qu'il y avait bons témoins pour le prouver, et qu'ainsi Ambroise de Loré pourrait partager l'héritage de son aïeul, devenir même seigneur de Prez quand on serait appuyé d'une puissante influence pour entreprendre et soutenir le procès en revendication contre le détenteur actuel.
Guillaume de Courceriers était déjà ébranlé, il demanda des preuves que la mère et la fille se hâtèrent de lui apporter, telles qu'elles les avaient fabriquées à loisir. Elles confirmèrent les dires des entremetteurs, jurant qu'il y avait eu mariage entre le défunt seigneur de Prez et Thiphaine, et qu'en signe de la reconnaissance de leur enfant et pour sa légitimation, la jeune Marie avait été placée sous le poêle dont c'était l'usage alors de recouvrir les mariés pendant la bénédiction nuptiale. Les deux femmes ajoutaient que jusqu'à ce temps, à cause de la grande puissance du seigneur Olivier et de ses amis et parents, elles n'avaient osé prendre le nom qui leur appartenait et réclamer judiciairement leurs droits, mais qu'elles le feraient dès qu'elles auraient un appui. Ces affirmations circonstanciées, jointes aux attestations déjà données ou promises,
convainquirent le seigneur de Courceriers qui consentit à un mariage entre sa fille Marguerite et Ambroise de Loré. On s’empressa de le conclure.
Les deux mères auraient (mieux) fait prudemment de s'en tenir là. Mais elles n'étaient plus libres de le faire. Le beau-père entendait que sa fille jouît des biens qu'on lui avait fait entrevoir ; il semble bien qu'il le voulût encore, même après que les phases du procès engagé lui eurent fait voir que les droits prétendus n'étaient rien moins que certains. La partie était donc engagée sur un terrain plus dangereux que jamais. Il ne s'agissait plus seulement d'illusionner un père en faisant mirouetter (sic) à ses yeux la perspective d'un riche héritage pour sa fille, mais bien d'arracher cet héritage à celui qui le possédait ; il fallait déjouer, en soutenant ce rôle, les investigations de la justice qui nécessairement allait intervenir.
Thiphaine Arnoul ne s'arrêta pas aux scrupules et elle prit résolument les moyens que la situation commandait. Sa fille lui prêta son concours, sans qu'il soit possible de supposer la bonne foi de sa part, car le roman du mariage et de la reconnaissance se serait passé, même à les en croire, dans un temps où la fille bâtarde avait dépassé de beaucoup l'âge de raison.
Les deux intrigantes s'occupèrent donc activement de chercher et de recruter des témoins qui pussent, par des dépositions complaisantes et moyennant finances, faire de la supercherie matrimoniale un bel et bon mariage, quoique dépourvu, peut-être, de quelques-unes des formalités accessoires. La cérémonie remontait à une quarantaine d'années ; ce long laps de temps donnait quelques chances de plus d'en faire admettre la possibilité et devait rendre moins, exigeant sur la nature des preuves à fournir. Thiphaine d'ailleurs sut y mettre le prix et n'hésita pas à solliciter pour cet office inavouable un noble écuyer, Jean, seigneur de Bellée, auquel elle promit et versa la somme considérable de cent francs. Cet écuyer, mi-manceau, mi-normand — la terre de Bellée est dans la paroisse de Saint-Siméon, autrefois elle était de celle de Vaucé — ne trouva pas le marché trop étrange et il en accepta les conditions.
Ainsi fit Juliotte Duplessis pour trente écus, ainsi un nommé Jouchet qui eut une robe de rousset, ainsi plusieurs autres jusqu'au nombre de neuf.
Après ces précautions préliminaires, Thiphaine et sa fille prirent résolument l'offensive et  commencèrent procès par devant le bailly de Touraine et des ressors d'Anjou et du Maine à l'encontre de messire Olivier, seigneur de Prez. La mère lui réclamait son douaire, et la fille, sa part dans la succession de Guillaume de Prez. Ainsi attaqué, Olivier de Prez fit évoquer l'affaire devant les gens tenant les requêtes du roi en son palais à Paris.
L'intervention de Guillaume de Courceriers devenait très utile à la cause scabreuse où étaient engagées les deux femmes. Pour l'y disposer, un des témoins gagnés par elles, Colin Bodin, qui se nommait aussi Lornerreux, vient dire au noble chevalier, en présence de Thiphaine, de Marie et même d'Ambroise de Loré, qu'il savait trop bien le fait de la mère de son gendre, qu'il avait assisté aux épousailles et avait vu mettre sous le poêle le jeune enfant.
Le sire de Courceriers se garda bien de lâcher celui qui s'offrait ainsi à lui, envoyé du ciel ou d'ailleurs.
Le métier de faux témoin n'allait pas en ce temps-là sans de graves inconvénients. Ceux qui en faisaient profession ordinaire ou accidentelle devaient être prêts à supporter certaines épreuves qui auraient effrayé des courages vulgaires.
Quand on nous dit que les plaideurs intéressés à tirer parti de sa déposition voulurent faire examiner à mémoire perpétuel, Colin Bodin, dit Lornerreux, nous ne croyons point qu'il s'agît d'un interrogatoire purement verbal. On verra tout à l'heure que les autres témoins de dame Thiphaine avaient, eux aussi, été quelque peu géhennés et pilorisés. Colin Robin aima mieux se dédire que de pousser plus loin l'expérience et il protesta avant la question que pour néant serait-il examiné, car il ne savait rien. Ceux qu'il frustrait ainsi dans leur espoir, crurent ou dirent qu'il agissait de la sorte parce qu'il avait subi d'autres influences et firent rechercher divers particuliers devant lesquels il aurait tenu ses premiers propos.
Juliotte Duplessis était du nombre et vint déposer à son tour ; quoique femme, elle fut plus tenace. Il est vrai que le seigneur de Courceriers la protégeait ouvertement. Elle était grosse d'enfant, ce qui rend son témoignage assez suspect quand elle affirme qu'elle avait assisté au mariage prétendu de Thiphaine et du seigneur de Prez, quarante ans auparavant. Comme elle se trouvait fort malade au point qu'on craignait pour sa vie, Guillaume de Courceriers lui fit remettre une queue de petit vin, d'une valeur de trois francs, et six boisseaux de blé, puis pour empêcher qu'elle ne tombât entre les mains d'Olivier de Prez qui la faisait chercher, on l'envoya en un hostel fort, nommé La Ferrière, en Anjou, qui appartenait au sire de Courceriers, où elle fut reçue par Jeanne d'Avaugour. Elle fit là ses relevailles, servit quelque temps la dame du lieu et en reçut de menus cadeaux en vêtements, comme une vieille cotte ou houppelande.

### Prison
Olivier de Prez, on le pense bien, ne s'endormait pas. Il obtint des lettres du roi en vertu desquelles maître Andrieu Marchant, conseiller du roi, et Guillaume de Buymont, huissier du Parlement, firent saisir et jeter en prison à Sillé tous les témoins de l'intrigante Thiphaine. Ils étaient neuf et, parmi eux, la malheureuse Juliotte qui fit mander à son protecteur qu'elle mourait de faim et que, pour Dieu, on lui envoyast quelque chose pour vivre. Elle n'obtint cette fois que quatre ou cinq sols tournois.
L'affaire allait mal pour Thiphaine, pour sa fille et pour leurs associés. Tout ce monde-là fut transféré aux prisons du Châtelet de Paris, et le seigneur de Courceriers lui-même, ajourné d'abord pour comparaître en Parlement, n'évita pas la prison. Il ne désespérait pourtant pas encore de la partie engagée ; de la Conciergerie, où il était détenu, il trouva moyen de faire parvenir aux témoins prisonniers des encouragements pour qu'ils se tinssent bien en leur première déposition et que si aucune chose avoient dit au contraire, qu'ils dissent en sortant du Chastelet que ce avoit esté par force de gehaine.

### Procès
Sans doute ces conseils difficiles à tenir ne furent pas suivis, ou les juges éclairés par d'autres témoins adverses ne se laissèrent pas convaincre. Toujours est-il que l'aïeule, la mère et le beau-père d'Ambroise de Loré virent que la situation était mauvaise, désespérée, et qu'il fallait s'en tirer à tout prix. Chacun de son côté s'adressa à la clémence du roi. Guillaume de Courceriers qui était chevalier, de noble génération, en fut quitte par lettre du 26 mai 1410, pour une amende de 500 livres envers Olivier de Prez. Thiphaine et Marie, qui n'avaient jamais eu aucun autre villain blasme, eurent, elles aussi, à faire valoir des arguments dignes de considération, et des promesses qui se trouvèrent prophétiques. Laissant prudemment dans l'ombre le nom et la personne de la trop habile Thiphaine, l'avocat rappela que Marie était veuve d'Ambroys I de Loré, dont le père était chevalier, et que tous ceux de cette maison avaient noblement et féalement servi la couronne de France, et, ajoutait-il, elle avait belle génération, c'est assavoir trois fils et une fille, et ont aussi lesdits trois fils bonne volonté de servir à la guerre.